# Siphonorhis
Siphonorhis är ett släkte med fåglar i familjen nattskärror med tre arter med utbredning i Karibien, varav en troligen är utdöd och en säkerligen är det:
- Dvärgnattskärra (S. brewsteri)
- Jamaicanattskärra (S. americana) – troligen utdöd
- Daiquirínattskärra (S. daiquiri) – utdöd